# Tituly a vyznamenání Mstislava Rostropoviče

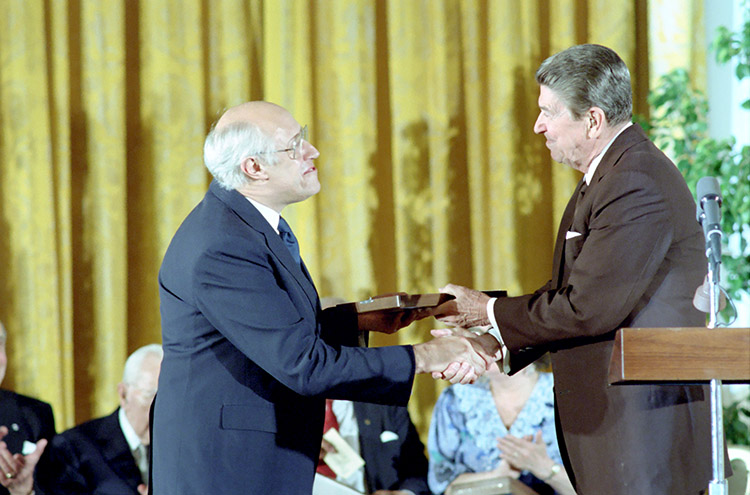
Ronald Reagan předává Mstislavu Rostropovičovi Prezidentskou medaili svobody (1987)

Ruský violoncellista a dirigent Mstislav Rostropovič během svého života obdržel kolem 50 sovětských, ruských a zahraničních státních vyznamenání i nestátních ocenění.

## Státní vyznamenání

### Sovětská vyznamenání
- Národní umělec SSSR – 1964
- Lidový umělec RSFSR – 1955
- Leninova cena – 1964[1]
- Medaile 100. výročí narození Vladimira Iljiče Lenina
- Medaile za vítězství nad Německem ve Velké vlastenecké válce 1941–1945
- Medaile Za udatnou práci za Velké vlastenecké války 1941–1945
- Medaile Za rozvoj celiny
- Pamětní medaile 800. výročí Moskvy

### Ruská vyznamenání
- Státní cena Ruské federace
- Zasloužilý umělec Ruské federace
- Medaile Obránce svobodného Ruska – 2. února 1993 – za odvahu a obětavost během obrany demokracie a ústavního řádu ve dnech 19. až 21. srpna 1991[2]
- Řád za zásluhy o vlast II. třídy – 25. března 1997 – udělil prezident Boris Jelcin za službu státu a velký osobní přínos pro světovou hudbu[3]
- Řád za zásluhy o vlast I. třídy – 24. února 2007 – udělil prezident Vladimir Putin za význačný přínos pro světovou hudbu a mnoho let tvůrčí činnosti[4]
- Jubilejní medaile 60. výročí vítězství ve Velké vlastenecké válce 1941–1945 – 2005
- Stalinova cena – 1951

### Zahraniční vyznamenání
- Argentina
  -  Květnový řád – 1991
  -  komtur Řádu osvoboditele generála San Martína – 1994
  - Řád svobody – 1994
- Ázerbájdžán
  -  Řád slávy – 1998
  -  Řád Istiglal – 3. března 2002 – udělil prezident Hejdar Alijev za vynikající zásluhy o posílení mezinárodních kulturních vztahů Ázerbájdžánu a rozvoj hudebního umění[5]
  -  Řád Hejdara Alijeva – 27. března 2007 – udělil prezident Ilham Alijev za velký přínos pro rozvoj mezinárodních kulturních vztahů a hudebního umění Ázerbájdžánu[6]
  -  Řád cti
- Belgie
  -  velkokříž Řádu Leopolda – 1989
- Dánsko
  -  komtur Řádu Dannebrog – 1983
- Ekvádor
  -  Národní řád za zásluhy – 1993
- Finsko
  -  rytíř Řádu finského lva
- Francie
  -  komandér Řádu umění a literatury – 1975
  -  důstojník Řádu čestné legie – 1981
  -  komandér Řádu čestné legie – 1987
  -  velkodůstojník Řádu čestné legie – 1998
- Itálie
  -  velkodůstojník Řádu zásluh o Italskou republiku – 31. srpna 1984[7]
- Japonsko
  -  Řád vycházejícího slunce II. třídy – 2003
- Libanon
  -  velkostuha Národního řádu cedru – 1997
- Litva
  -  Pamětní medaile 13. ledna – 10. června 1992[8]
  -  velkokříž Řádu litevského velkoknížete Gediminase – 24. listopadu 1995[9]
- Lucembursko
  -  rytíř Řádu za zásluhy Lucemburského velkovévodství – 1982
  -  komtur Řádu Adolfa Nasavského – 1991
  -  komtur Řádu za zásluhy Lucemburského velkovévodství – 1999
- Maďarsko
  -  velkokříž Záslužného řádu Maďarské republiky – 2003
- Monako
  -  komtur Řádu svatého Karla – 1989
  -  komtur Kulturní záslužný řád – 1999 – udělil kníže Rainier III.[10]
- Německo
  -  velký záslužný kříž Záslužného řádu Spolkové republiky Německo – 1987
  -  velkokříž Záslužného řádu Spolkové republiky Německo – 2001
- Nizozemsko
  -  komtur Řádu nizozemského lva – 1989
- Polsko
  -  komtur Řádu za zásluhy Polské republiky – 1997 – udělil prezident Aleksander Kwaśniewski[11]
- Portugalsko
  -  rytíř velkokříže Řádu svatého Jakuba od meče
- Rakousko
  -  Čestný kříž Za vědu a umění I. třídy – 2001[12]
- Řecko
  -  komtur Řádu Fénixe
- Spojené království
  -  čestný komandér Řádu britského impéria – 1987[13]
- Spojené státy americké
  -  Prezidentská medaile svobody – 23. června 1987
- Španělsko
  -  komtur Řádu Isabely Katolické – 1985
  -  komtur Řádu Karla III. – 2004
- Švédsko
  - Litteris et Artibus – 1984
- Tchaj-wan
  -  Řád zářící hvězdy I. třídy – 1977
- Venezuela
  -  Řád Francisca de Mirandy – 1979

## Nestátní ocenění
- Zlatá medaile Královské filharmonie – Royal Philharmonic Society (Královská filharmonie), 1970
- Hudební cena Ernsta von Siemense – Bayerische Akademie der Schönen Künste a Ernst von Siemens Music Foundation, 1976
- Hudební cena Léonie Sonning – Hudební nadace Léonie Sonning, 1981
- Cena Grammy za Nejlepší vystoupení komorní hudby – Národní akademie hudebního umění a věd, 1984
- Praemium Imperiale – Japonská císařská dynastie, 1993
- Polar Music Prize – Stig Anderson Music Award Foundation, 1995
- Cena knížete asturského v kategorii svornosti – Kníže asturský a Nadace knížete asturského, 1997
- Ocenění Konex – Nadace Konex, 2002
- Wolfova cena za umění – Wolfova nadace, 2004
- UNESCO Mozartova medaile – UNESCO, 2007[14]
- Sanfordova medaile – Yale University
- Čestné členství v Královské hudební akademii – Royal Academy of Music

### Čestná občanství
- Čestný občan města Orenburg – 1993
- Čestný občan města Vilnius – 2000